# Frans Hals

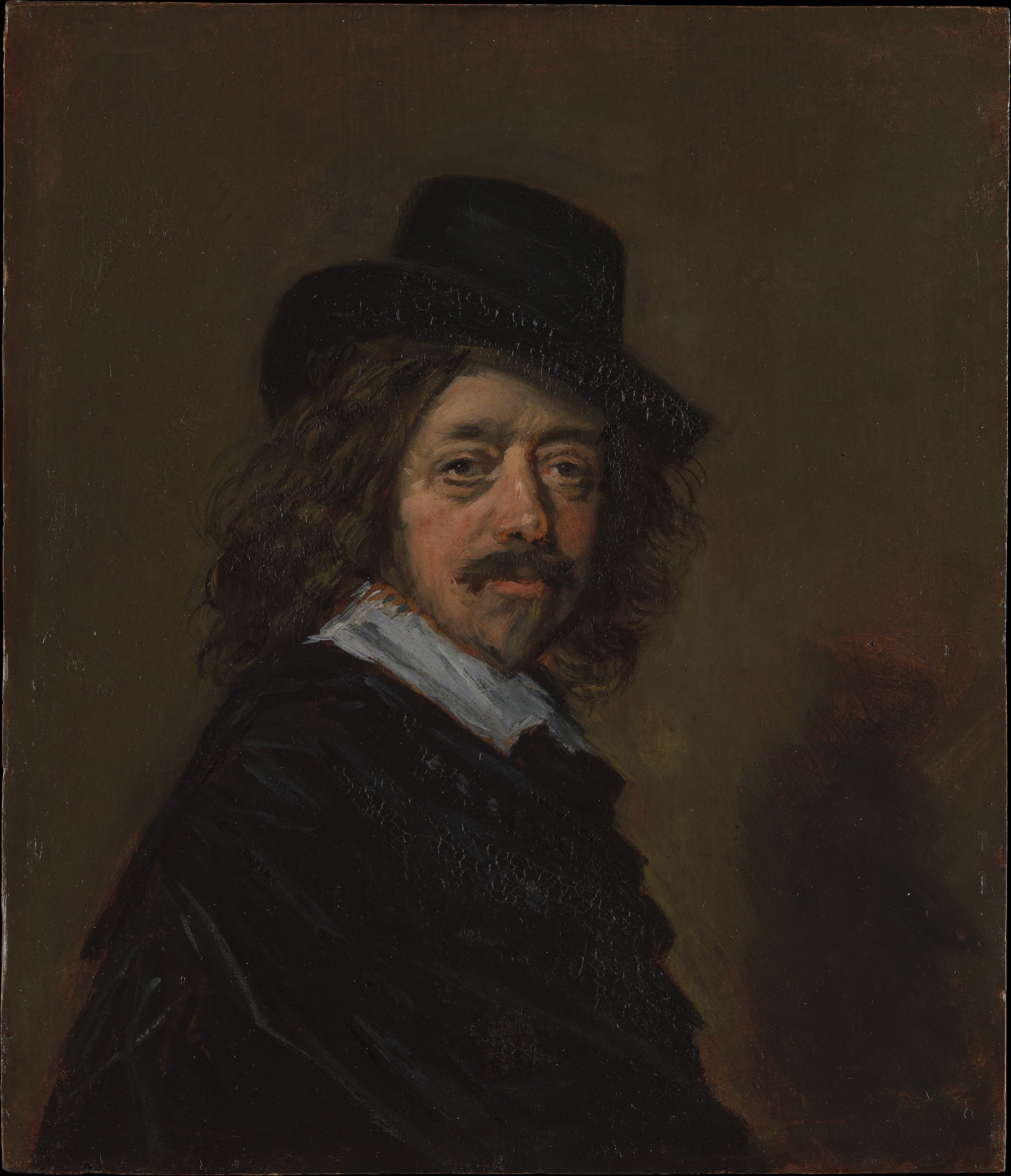
Frans Hals (Kopie eines verschollenen Selbstporträts)

Frans Hals (* zwischen 1580 und 1585 in Antwerpen; † 26. August 1666 in Haarlem) war ein niederländischer Maler. Er wird zu den bedeutenden Porträtmalern gezählt. Ebenso gilt er als "Maler des Augenblicks" sowie des ungezwungenen Lachens. In seiner freien Malweise nahm er den 250 Jahre später entstehenden Impressionismus in Teilen vorweg und galt deshalb Künstlern wie Corinth, Courbet oder Liebermann als Vorbild. Heute gilt Hals neben Rubens, Rembrandt und Vermeer als einer der großen „Niederländer“ des 17. Jahrhunderts.

## Leben
Frans Hals war Sohn des Antwerpener Tuchhändlers Franchoys Hals van Mechelen und dessen Frau Adriaentgen van Geertenryck. Sein jüngerer Bruder, der Maler Dirck Hals, wurde am 19. März 1591 in Haarlem geboren.
Frans Hals war vermutlich in Haarlem bis 1603 Lehrling des Malers Carel van Mander. 1610 wurde er in die Lukasgilde, die örtliche Malergilde von Haarlem, aufgenommen. Im selben Jahr heiratete er seine erste Frau Anneke Harmensdochter. Am 2. September 1611 wurde der erste Sohn Harmen geboren. 1615 starb seine Frau nach der Geburt des zweiten Sohnes Frans und wurde auf dem Armenfriedhof der Stadt Haarlem begraben. Ein besseres Begräbnis konnte Hals nicht finanzieren. Er litt während seines ganzen Lebens an Geldmangel. 1616, während eines Antwerpen-Aufenthaltes, war die Amme, die seine Kinder versorgte, sogar darauf angewiesen, das Kostgeld einzuklagen.
1617 heiratete er in zweiter Ehe Lysbeth Reyniers, die ihm noch acht weitere Kinder schenken sollte. So hatte Hals am Ende zehn Kinder. Fünf Söhne wurden ebenfalls zu Malern erzogen und ausgebildet, nämlich:
- Harmen Hals (1611–1669)

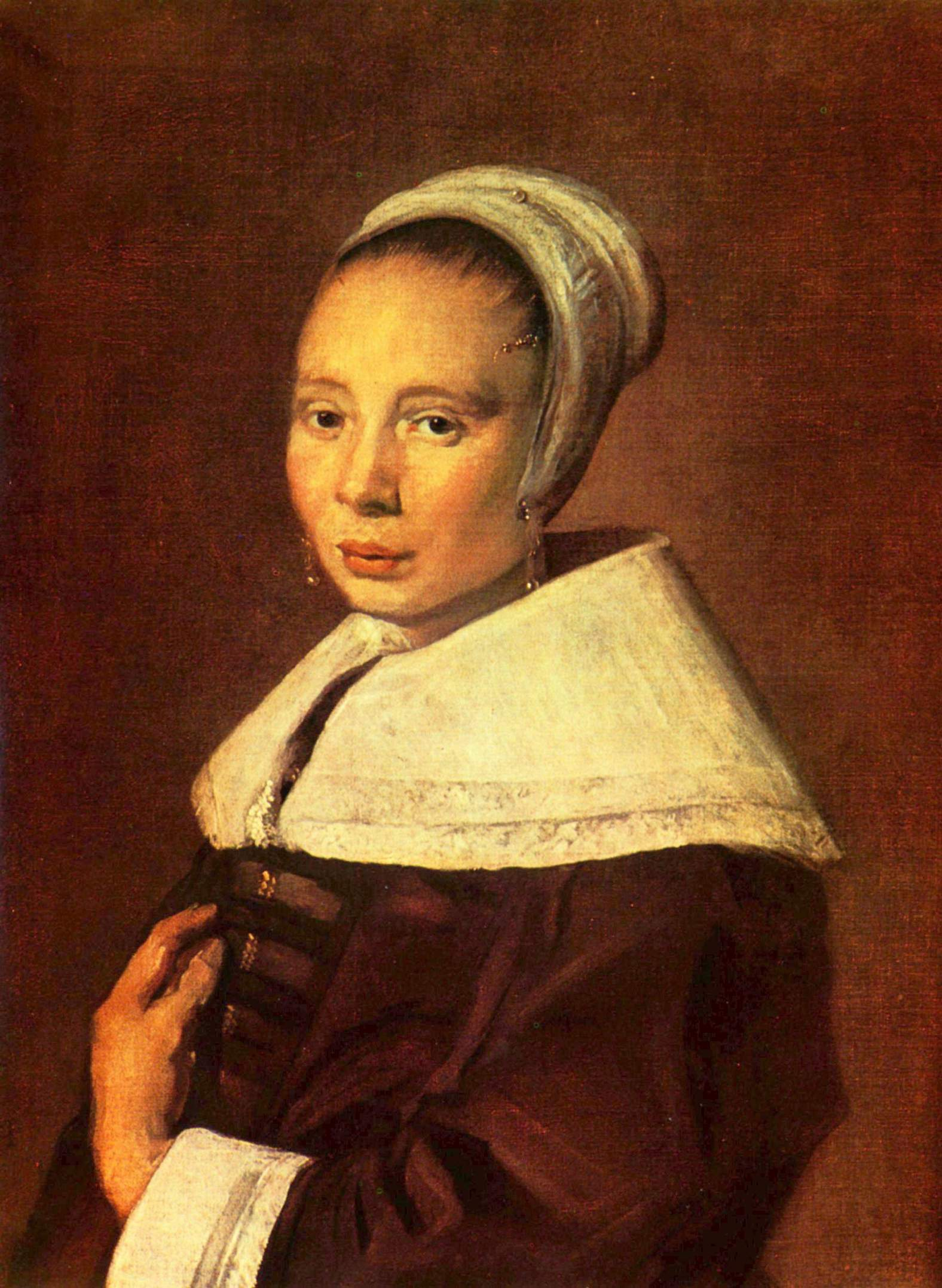
Junge Frau, um 1655–1660

- Frans Hals der Jüngere (1618–1669)
- Jan Hals (1620–1674)
- Reynier Hals (1627–1671)
- Nicolaes Hals (1628–1687)

Unter den frühen Werken sind die Porträts der Haarlemer Schützengilde, die er durchweg nach 1616 malte, die wichtigsten. Das letzte dieser Gemälde stellte er 1637 fertig. In diesem Jahr endeten plötzlich in ganz Holland die Aufträge für Schützenbilder. Frans Hals verlegte sich nun auf das Malen von Gruppenbildern von Hospitalvorstehern.
Nach dem Tod von Peter Paul Rubens (1640) und Anthonis van Dyck (1641) wurde Frans Hals zum wichtigsten Porträtmaler in den Niederlanden. 1644 wurde er Vorstand der Haarlemer Malergilde. Er malte eine große Menge von Einzelporträts, auch von so bedeutenden Persönlichkeiten wie René Descartes (1648) sowie von dem betagten Tuchhändler Willem van Heythuysen. Zu Bildnissen von Privatpersonen gesellten sich bedeutende öffentliche Aufträge, die seinen Ruf international festigten.
Frans Hals war zu Lebzeiten schon berühmt, und seine Klientel reichte weit über Haarlems Grenzen hinaus. Zum Beispiel sind im 1680 aufgesetzten Nachlass-Inventar des Malers Jan van de Cappelle mehrere Frans-Hals-Gemälde aufgeführt. Dieser Amsterdamer Künstler hatte sich sowohl von Rembrandt als auch von Frans Hals porträtieren lassen.
Seine Bedeutung ragt an die von Rubens, Rembrandt oder Vermeer heran. Viele Straßen in den Niederlanden und Flandern sind nach ihm benannt, etwa die Frans Halsstraat in Kerkrade-Haanrade. Zudem wurde er auf der von 1968 bis 1985 umlaufenden NLG-Banknote dargestellt.

## Werke
Für das malerische Gesamtwerk des Künstlers siehe das Werkverzeichnis von Frans Hals.

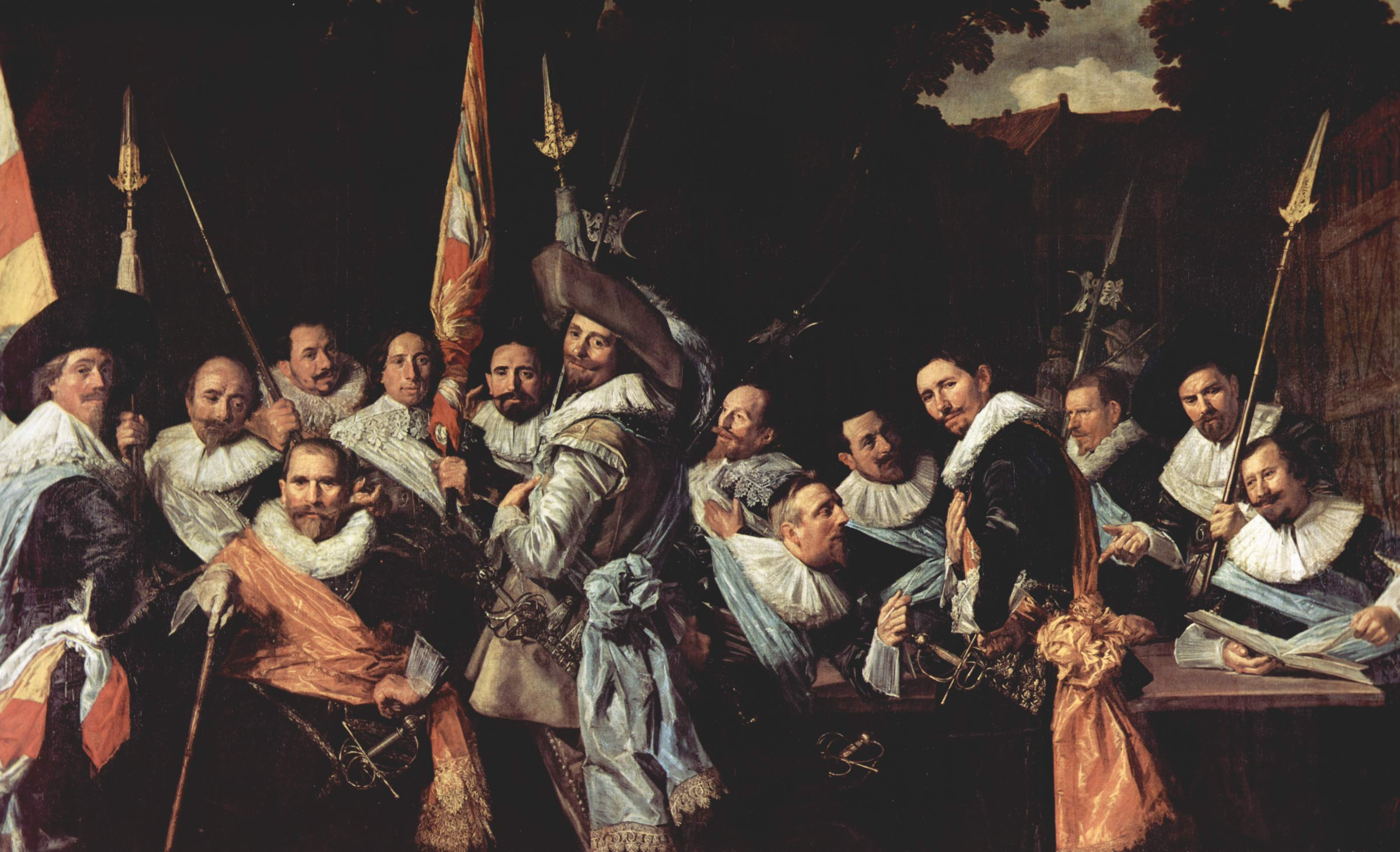
Festmahl der Offiziere der St.-Hadrian-Schützengilde von Haarlem, 1633

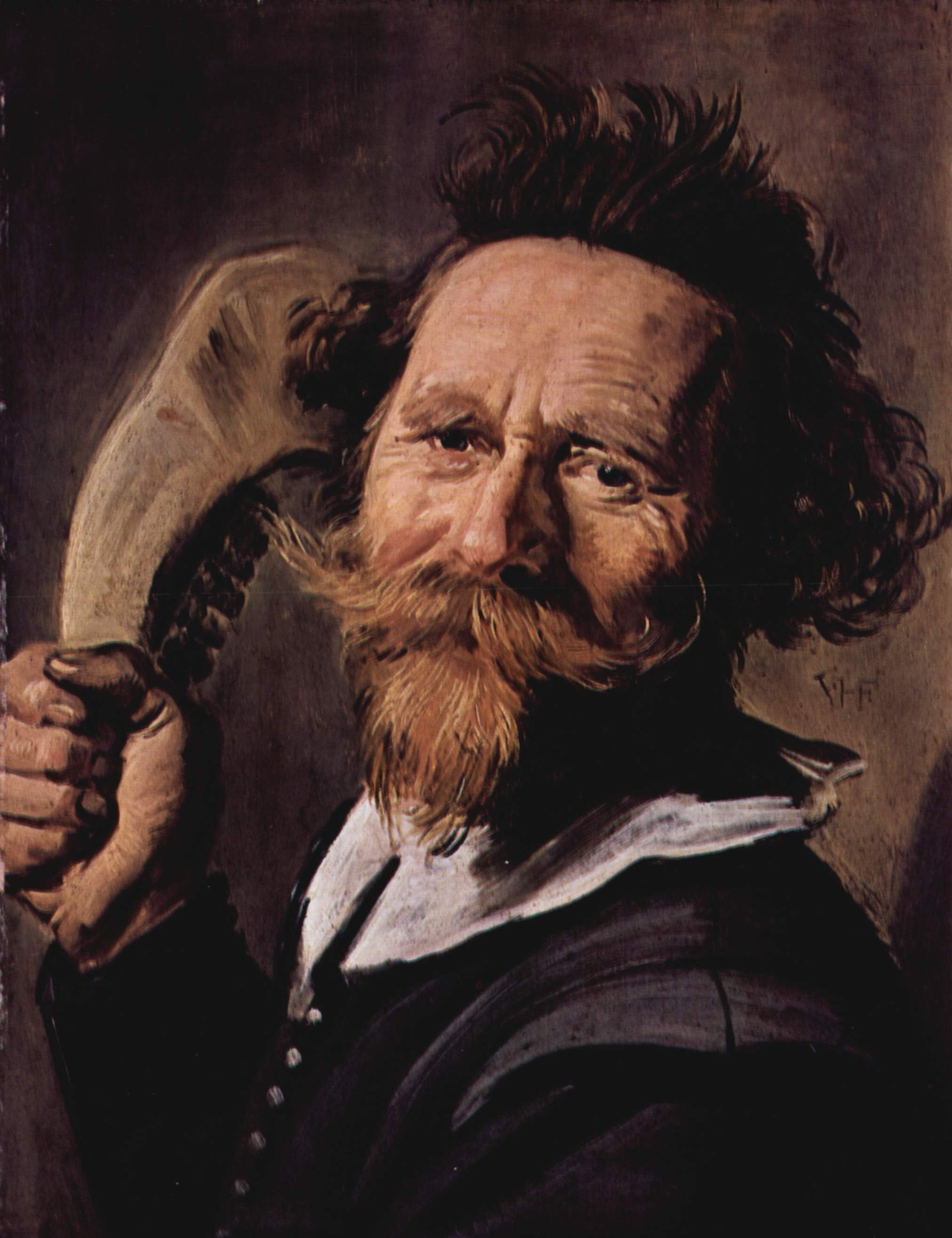
Porträt des Pieter Verdonck, ca. 1627

Frans Hals werden nach dem Werkverzeichnis von Seymour Slive (1974) 222 Gemälde zugeordnet, hinzu kommen 20 Gemälde, die als verschollen betrachtet werden. 81 weitere Gemälde wurden ihm zugeschrieben, diese Zuschreibungen werden jedoch kritisch betrachtet oder abgelehnt. Claus Grimm hingegen erkennt in seiner Monografie von 1989 nur 145 Gemälde als eigenhändig an und begründet die vielen Abschreibungen in mit Detailfotos untermauerten Stilanalysen.
Hals’ frühestes datierbar gesichertes Werk, das Bildnis des Jacobus Zaffius, stammt aus dem Jahre 1611. Den Höhepunkt seines Frühwerkes bildet das Festmahl der Offiziere der Sankt Georgs-Schützengilde von 1616. Außerdem schuf er Genrebilder von Trinkern, Zigeunern und Frauen bei ihrer Arbeit, dazu kommen auch viele Kinderbildnisse wie Der Rommelpotspieler, das Fischermädchen, Junger Mann mit Totenkopf oder der Knabe mit Flöte. Ab dem Jahre 1626 wandelte sich Frans Hals’ Stil, zum Teil wohl angeregt durch Einflüsse der Utrechter Caravaggisten.
Große Lebendigkeit und treffende Charakterisierung zeichnen seine mit kühnem Pinselstrich ausgeführten, skizzenhaft wirkenden Gemälde aus (beispielsweise Malle Babbe). Die Impressionisten sahen in Frans Hals einen ihrer Vorläufer.
Sein Bild Brustbild eines jungen Mannes wurde 1979 beim Kunstdiebstahl von Gotha aus der Ausstellung im Schloss Friedenstein gestohlen und gilt seitdem als verschollen. Am 6. Dezember 2019 wurde vermeldet, dass das Gemälde möglicherweise wieder aufgetaucht sei und sich seit September 2019 in der Obhut der Staatlichen Museen zu Berlin befinde, wo es durch das Rathgen-Forschungslabor einer Echtheitsprüfung unterzogen werde.

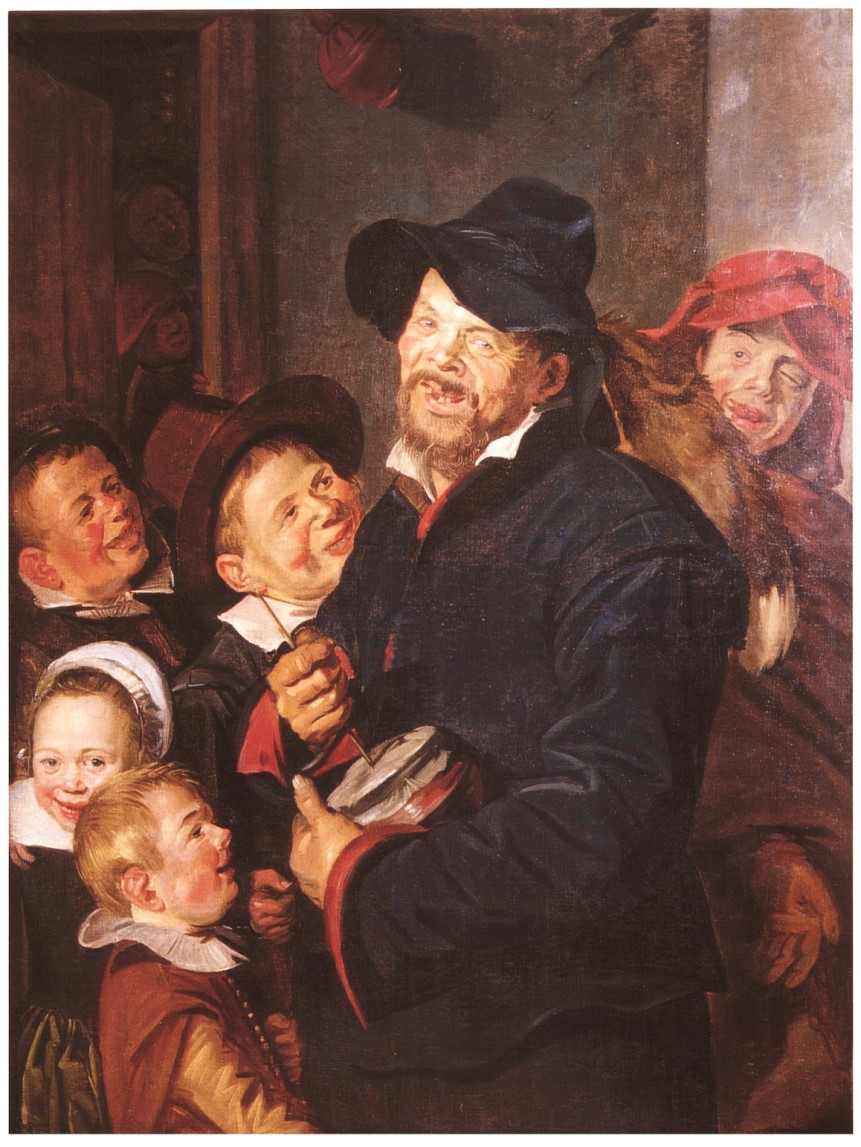
Der Rommelpotspieler mit fünf Kindern (1618–1622)
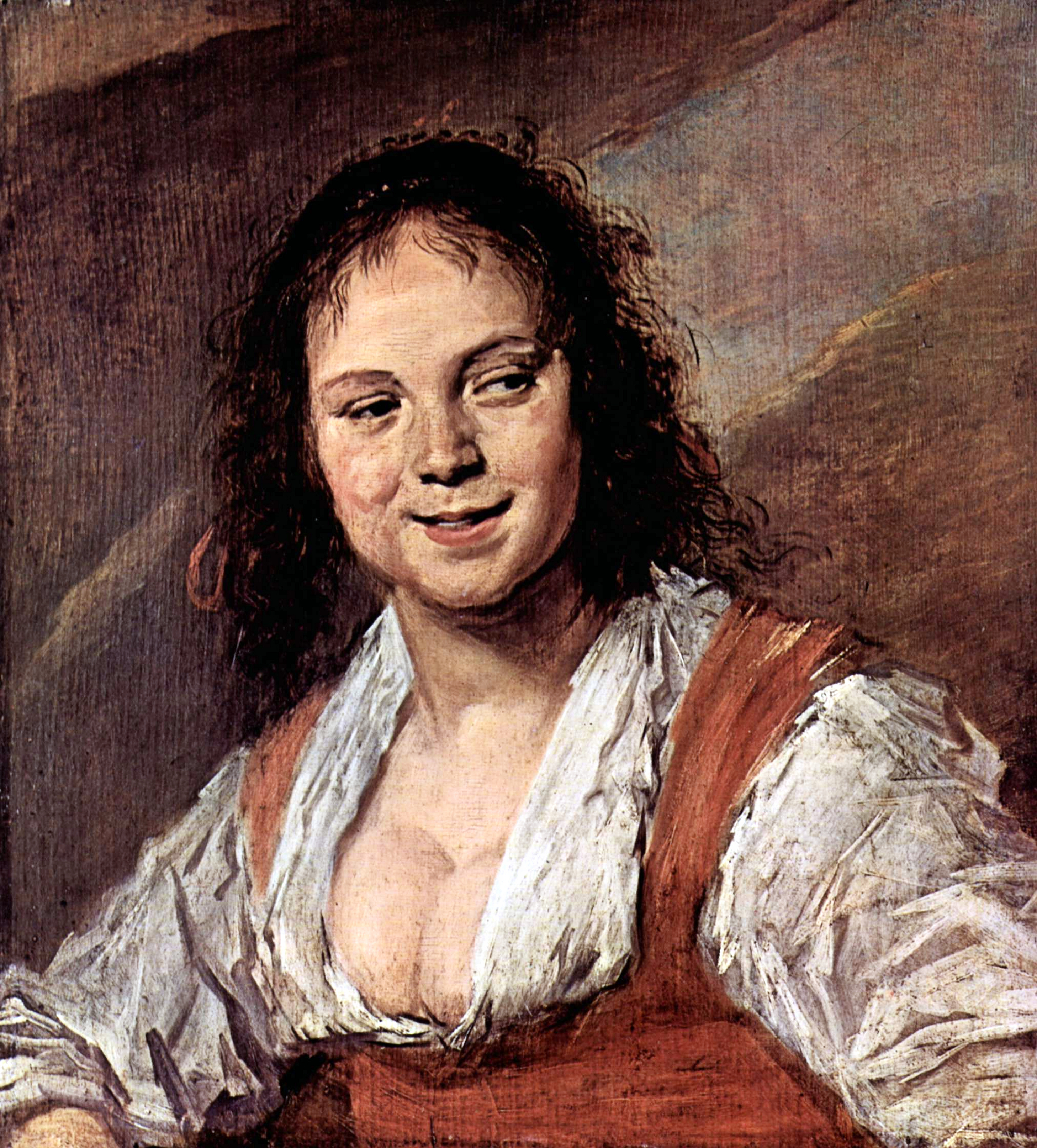
Die Zigeunerin (um 1629)
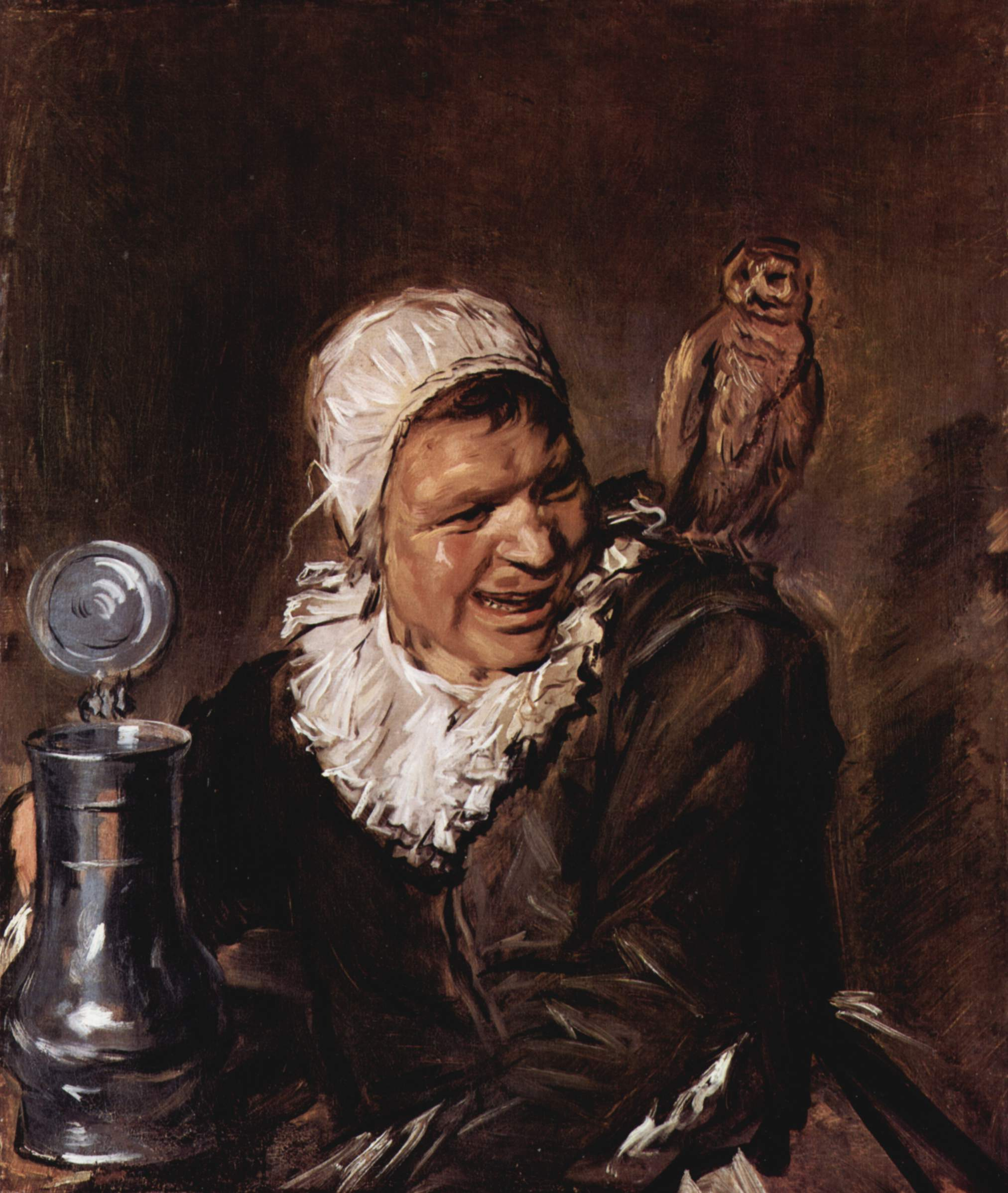
Malle Babbe (um 1630)
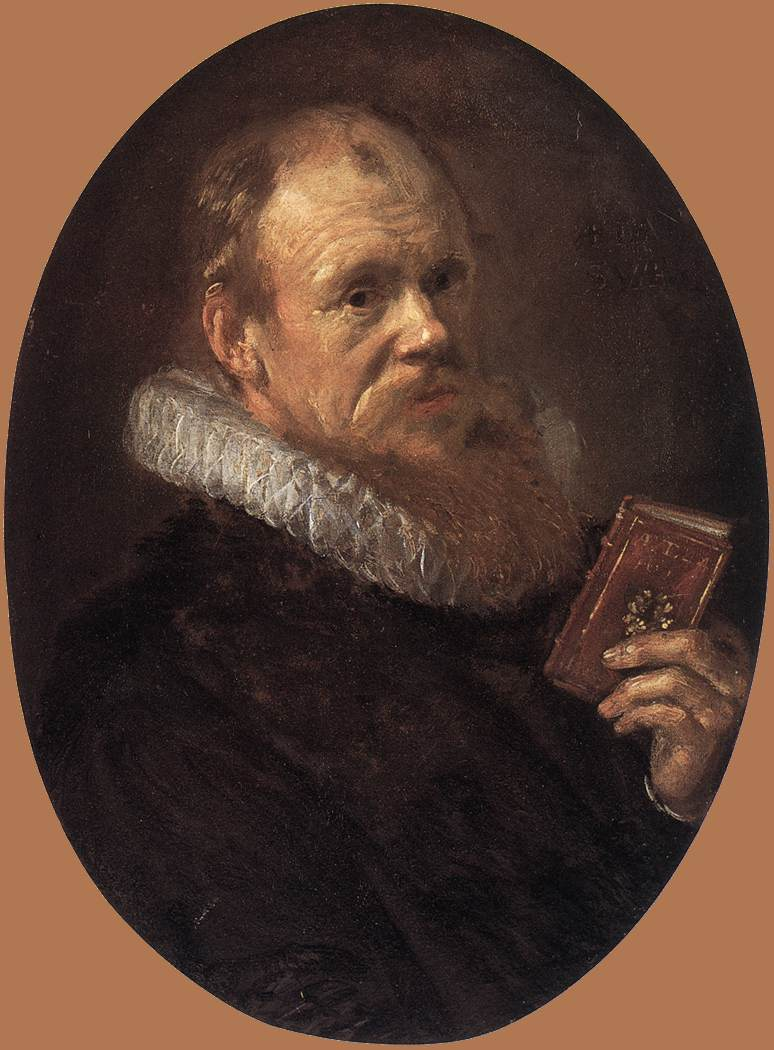
Portrait Theodorus Schrevelius (1617)

## Schüler
In der kunsthistorischen Literatur werden als seine Schüler bezeichnet:
- Adriaen Brouwer (1605 oder 1606–1638), Maler
- Adriaen van Ostade (1610–1685), Maler und Radierer
- Philips Wouwerman (1619–1668), Maler
- Judith Leyster (1609–1660), Malerin
- Jan Miense Molenaer (1610–1668), Maler und Radierer

## Museen mit Werken von Frans Hals
- Frans Hals Museum, Haarlem
- Amsterdam Museum, Amsterdam
- Rijksmuseum, Amsterdam

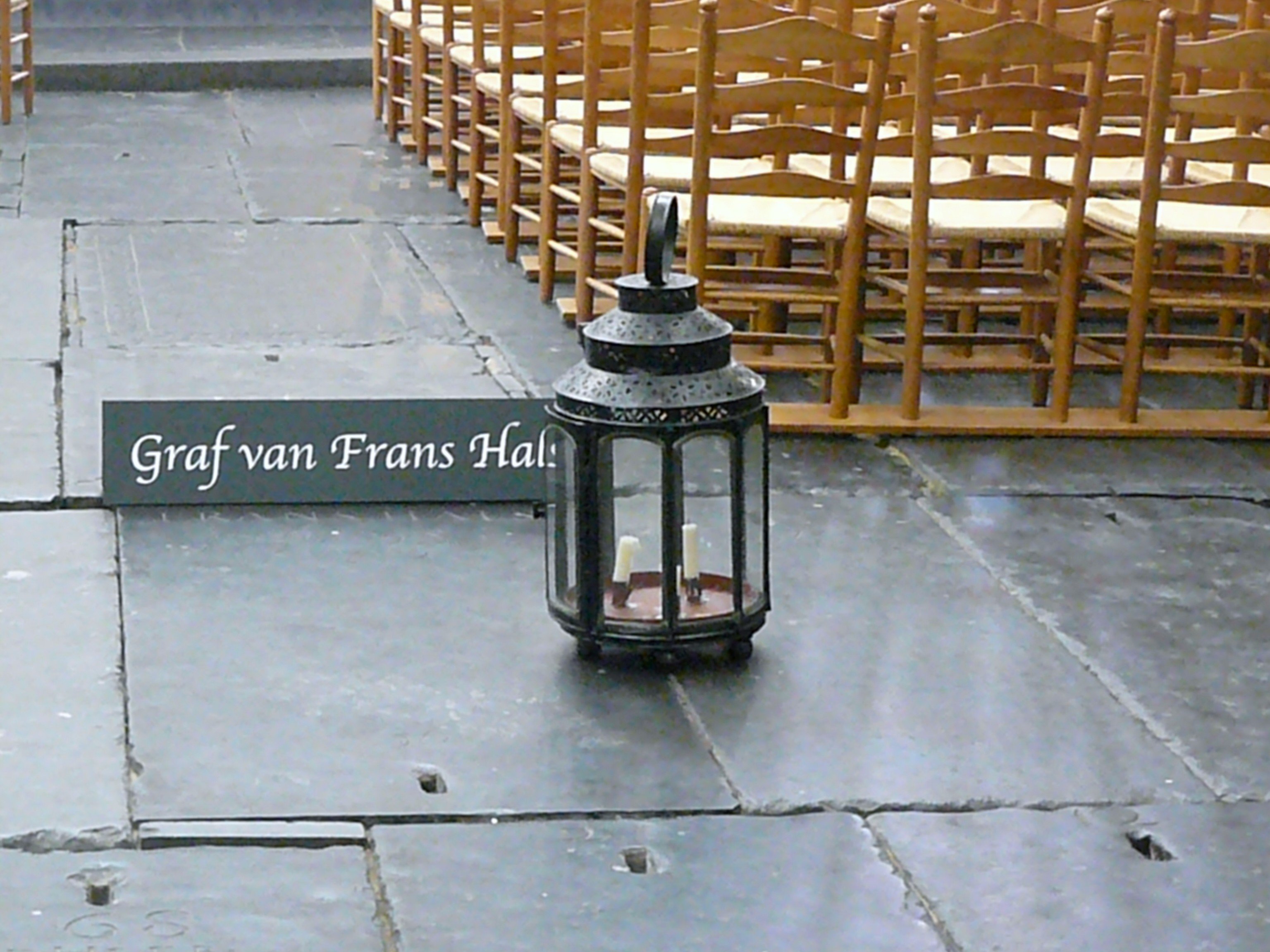
Frans Hals’ Grab in der St.-Bavo-Kirche in Haarlem

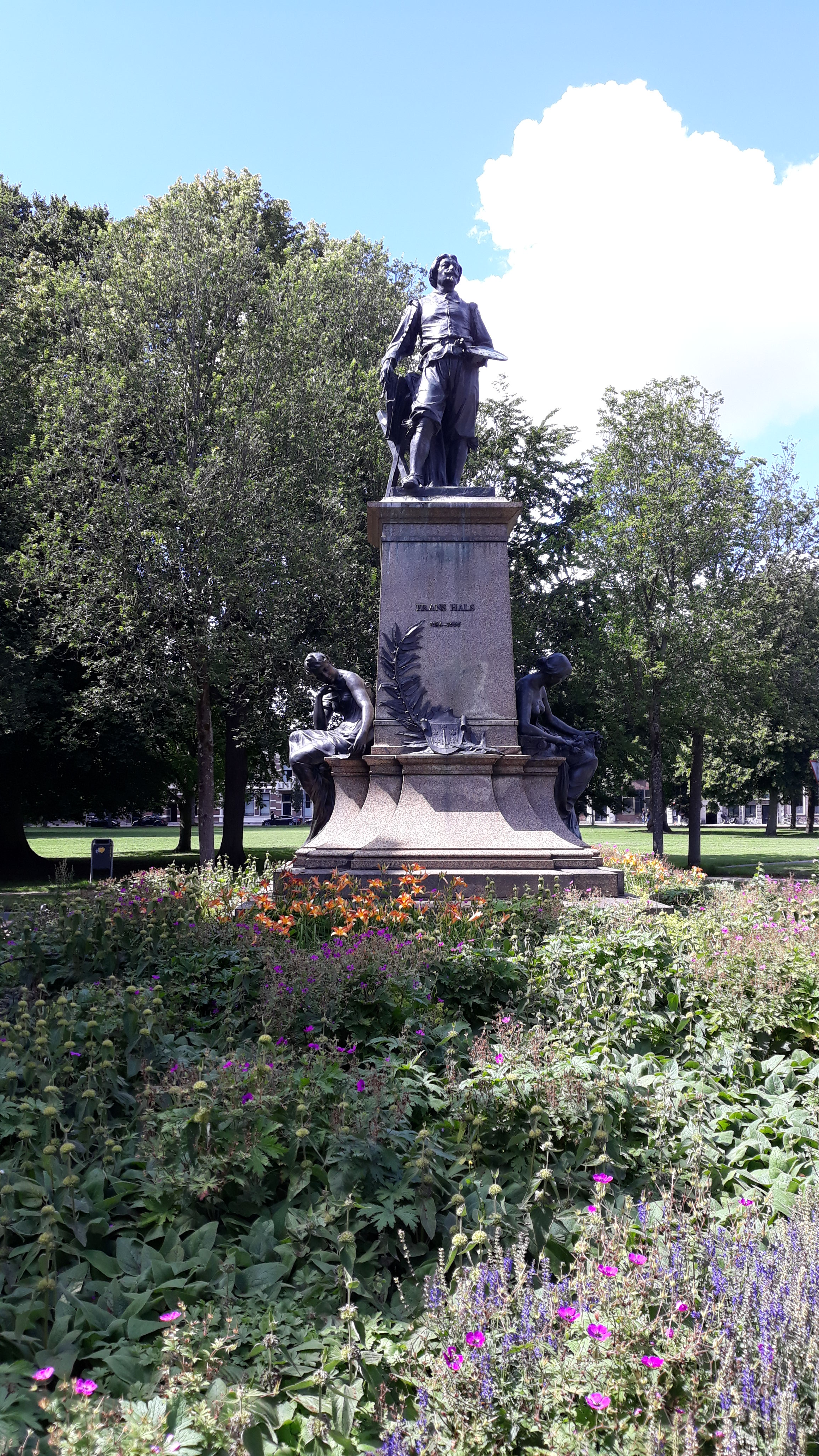
Denkmal von Frans Hals in Haarlem.

- Museum Willet-Holthuysen, Amsterdam
- Van Abbemuseum, Eindhoven
- Groninger Museum, Groningen
- Bisschoppelijk Museum, Haarlem
- Dienst Verspreide Rijkskollekties, Den Haag
- Museum für westliche und orientalische Kunst Odessa
- Mauritshuis, Den Haag
- Hofje van Aerden, Leerdam
- Universität Leiden
- Museum Boijmans Van Beuningen, Rotterdam
- Rijksmuseum, Utrecht
- Universität Utrecht, Kunsthistorisches Institut, Utrecht
- Gemäldegalerie Alte Meister (Kassel)
- Gemäldegalerie Berlin
- Museum der bildenden Künste, Leipzig
- Eremitage (Sankt Petersburg), Sankt Petersburg
- Städel Museum, Frankfurt
- Gemäldegalerie Alte Meister, Dresden
- Staatliches Museum Schwerin, Schwerin

## Zitat
„Durch seine außergewöhnliche Weise der Malerei, die einzigartig ist, übertrifft er eigentlich jeden. Seine Bilder werden mit solcher Kraft und Lebenskraft erfüllt, dass sich die Natur selbst seinem Pinsel zu widersetzen scheint. Das ist in allen seinen Bildnissen zu sehen. Sie werden in der Art und Weise gemalt, dass sie zu leben und zu atmen scheinen.“